# Georges-Bernard d'Anhalt-Dessau
Georges-Bernard d'Anhalt-Dessau (Dessau, 21 février 1796 – Dresde, 16 octobre 1865), est un prince allemand de la Maison d'Ascanie de la branche d'Anhalt-Dessau.
Il est le second fils de Frédéric d'Anhalt-Dessau, et de sa femme, Amélie de Hesse-Hombourg, fille de Frédéric V de Hesse-Hombourg.

## Les mariages et la descendance
À Rudolstadt, le 6 août 1825 Georges Bernard, se marie avec Caroline Auguste Louise Amélie (Rudolstadt, 4 avril 1804 - Rudolstadt, 14 janvier 1829), fille du prince Charles-Gonthier de Schwarzbourg-Rudolstadt, lui-même fils de Frédéric-Charles de Schwarzbourg-Rudolstadt. Ils ont deux enfants :
1. Louise (Dessau, le 22 juin 1826 - Dessau, 18 février 1900)
2. Frédéric (Dessau, 10 juin 1828 - Dessau, Le 22 juin 1828).

À Dresde, le 4 octobre 1831, Georges Bernard épouse morganatiquement Thérèse Emma von Erdmannsdorf (Dresde, le 12 septembre 1807 - Mannheim, le 28 février 1848), de la petite noblesse. Elle est créée comtesse de Raina (incorrectement orthographié Reina par l'Almanach de Gotha) peu de temps après leur mariage. Ils ont sept enfants :
1. François de Raina (Dessau, 2 septembre 1832 - Schloss Brut-Kühnau, 17 septembre 1879).
2. Mathilde de Raina (Dessau, 7 octobre 1833 - d. Dresde, 8 février 1917), mariée le 19 mai 1859 à Otto von Könneritz (24 octobre 1835 - Dresde, 27 novembre 1866).
3. Hélène de Raina (Dessau, 1er mars 1835 - Rudolstadt, 6 juin 1860), adoptée par son oncle Guillaume, le 1er avril 1855 elle reçoit le titre de "princesse d'Anhalt" sous le règne du duc Léopold IV d'Anhalt; mariée le 7 août 1855 à Frédéric-Gonthier de Schwarzbourg-Rudolstadt, son oncle (veuf de sa tante paternelle Amélie Auguste). L'union a été considérée comme morganatique selon le droit de la famille de la Maison de Schwarzbourg[3].
4. Emma de Raina (Dessau, 5 avril 1837 - Dresde, 29 novembre 1909).
5. Maria de Raina (Dessau, 8 mai 1839 - Dessau, 22 mars 1931).
6. Rodolphe de Raina (Florence, 23 octobre 1842 - Dessau, 16 février 1921), marié le 30 septembre 1882 à Emma Élisabeth Claire Marie Paris (Mayence, le 27 février 1857 - Grosspaschleben, 22 février 1932).
7. Charles de Raina (Florence, le 15 mai 1844 - Dresde, le 27 février 1900), marié à Berlin le 28 mai 1887 à Cosima von Mörner (b. Koszalin (Köslin), le 20 juillet 1865 - d. Zakrzów (Sakrau), 25 août 1936); le mariage n'avait pas d'enfant et le couple a divorcé en 1893. Le 17 août 1894, il se marie une deuxième fois à la comtesse Marie von der Groeben (Berlin, 23 juillet 1841 - Dresde, 29 décembre 1894); ce mariage ne dura que quatre mois jusqu'à la mort de Marie.